# Marco Banderas
Marco Banderas, nato Edgard Fabián Etchenique Picardo (Montevideo, 13 ottobre 1967), è un attore pornografico uruguaiano naturalizzato spagnolo.

## Biografia
Nato a Montevideo, in Uruguay, cresce in Spagna a Barcellona dove si trasferisce da piccolo. È un poliglotta, infatti parla fluentemente cinque lingue tra cui: francese, italiano, spagnolo, portoghese, catalano e ha una conoscenza avanzata della lingua inglese.
Nel 2012 è protagonista del documentario sulla sua vita, Porn Valley Dream, prodotto dalla Magnum Contenidos Multimedia.

### Vita privata
Si sposa per la prima volta il 1º settembre 2001 con Fiona Lisa DeMarco, con la quale divorzia diversi anni dopo.
Nel novembre 2016, si risposa con Brianna Bounce.

## Carriera
Dopo aver lavorato per diversi anni a Barcellona, come aspirante cantante nei nightclub, viene avvicinato al mondo della pornografia dall'attore pornografico Nacho Vidal, grazie al quale nel 2005 debutta con il nome di Marco Duato. Pochi mesi dopo, a causa dello storpiamento del nome d'arte in Duarte, decide di cambiarlo in Banderas.

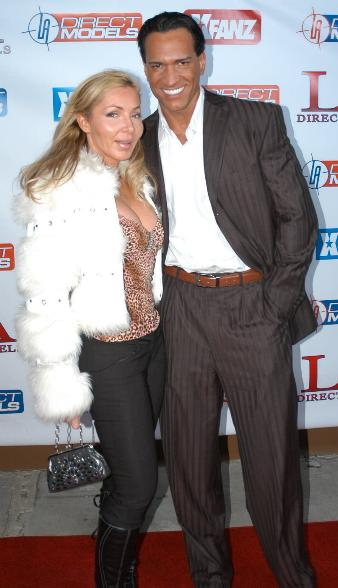
Marco Banderas con Lisa Lee agli L.A. Direct Models Party nel 2007.

Dua anni dopo il debutto, nell'aprile 2007, fonda la casa di produzione Hot Zone Productions, firmando un accordo di distribuzione con American Xcess.
Nel settembre dello stesso anno, distribuisce il primo film intitolato Crazy Dreams of Marco Banderas.
L'anno seguente avvia una collaborazione con il produttore di sex toys Topco Sales, la quale pubblica una riproduzione del pene di Banderas, come parte della Wildfire Celebrity Series.
Nel 2013, lancia il proprio sito marcobanderas.xxx.

## Riconoscimenti

### AVN Awards
| - 2005 – AVN Awards - Candidatura al Best Three-Way Sex Scene - Video (con Nadia Styles e Ben English) - 2006 – AVN Awards - Candidatura al Male Foreign Performer of the Year - Candidatura al Best Anal Sex Scene - Video (con Venus) - Candidatura al Best Anal Sex Scene - Video (con Dillan Lauren) - Candidatura al Best Group Sex Scene (con Lisa Lee, Lucy Lee, Sky Love, Lisa Marie, Haley Paige, Tyla Winn, Jerry, Nick Manning, Steven St. Croix e Jean Valjean) - 2007 – AVN Awards - Candidatura al Male Performer of the Year - Candidatura al Best Anal Sex Scene - Video (con McKenzie Lee, Scott Nails e Ben English) - Candidatura al Best Oral Sex Scene - Film (con McKenzie Lee, Scott Nails e Ben English) - Candidatura al Best Group Sex Scene (con McKenzie Lee, Scott Nails e Ben English) - Candidatura al Best Sex Scene in a Foreign-Shot Production (con Dora Venter, Tony DeSergio, James, Olivier e Zoltan) - 2008 – AVN Awards - Candidatura al Best Anal Sex Scene - Video (con Nina Hartley) - Candidatura al Best Group Sex Scene - Video (con Bree Olson, Amy Ried e Sascha) - Candidatura al Best Group Sex Scene - Video (con Jesse Jane, Rebeca Linares e Brianna Love) - Candidatura al Best Group Sex Scene - Video (con Kelly Wells, John Strong e Brian Surewood) - Candidatura al Best Three-Way Sex Scene - Video (con Missy Monroe e Lorelei Lee) - Candidatura al Best Videography (con Ethan Kane, Jimmy D, Axel Braun, Chris Hall & Dr. Philgood) - Candidatura al Male Performer of the Year - 2009 – AVN Awards - Candidatura al Best Anal Sex Scene - Video (con Rebeca Linares) - Candidatura al Best Anal Sex Scene - Video (con Katsuni) - Candidatura al Best Double Sex Scene (con Harmony Rose e Tony DeSergrio) - Candidatura al Best Double Penetration Sex Scene (con Jada Fire e Chris Charming) - Candidatura al Best Group Sex Scene - Video (con Stoya, Gabriella Fox, Abbey Brooks, Shyla Stylez, Veronica Rayne, Brea Lynn, Charles Dera, Manuel Ferrara) - Candidatura al Best Three-Way Sex Scene - Video (con Loona Lux & Eric Price) - Candidatura al The Jenna Jameson Crossover Star of the Year - Candidatura al Male Performer of the Year | - 2010 – AVN Awards - Candidatura al Best Double Penetration Sex Scene (con Eva Angelina e Ben English) - Candidatura al Best Three-Way Sex Scene - Video (con Jandi Lin e Anthony Rosano) - Candidatura al Best Three-Way Sex Scene - Video (con Priya Rai e John West) - Candidatura al Male Performer of the Year - 2011 – AVN Awards - Candidatura al Best Double Penetration Sex Scene (con Nikki Jayne e Jerry) - Candidatura al Best Double Penetration Sex Scene (con Aliz e Tony DeSergio) - Candidatura al Best Double Penetration Sex Scene (con Mika Tan e Chris Charming) - 2012 - AVN Awards - Candidatura al Best Double Penetration Sex Scene (con Amy Brooke e John Strong) - Candidatura al Best Double Penetration Sex Scene (con Audrey Hollander e Otto Bauer) - 2013 – AVN Awards - Candidatura al Best Group Sex Scene - Video (con Allie Haze, Evan Stone, Barry Scott e Jerry) - Candidatura al Best Group Sex Scene - Video (con Chanel Preston, Alex Gonz, Billy Glide, Danny Wylde e Will Powers) - Candidatura al Most Outrageous Sex Scene (con Chyna, Anthony Hardwood, Cyrus King, Justin Magnum, Ralph Long, Sledge Hammer, T.J. Cummings e Tommy Pistol) - 2013 – AVN Awards - Vincitore del Best Double Penetration Sex Scene (con Skin Diamond e Prince Yahshua) - Candidatura al Best Group Sex Scene - Video (con Sarah Shevon, Danny Wylde, Mark Anthony, Logan Pierce & Evan Stone) - Candidatura al Best Scene – Non-Feature Release (con Skin Diamond e King Yahshua) - 2023 – Hall of Fame |

### XBIZ Award
- 2008 – XBIZ Award

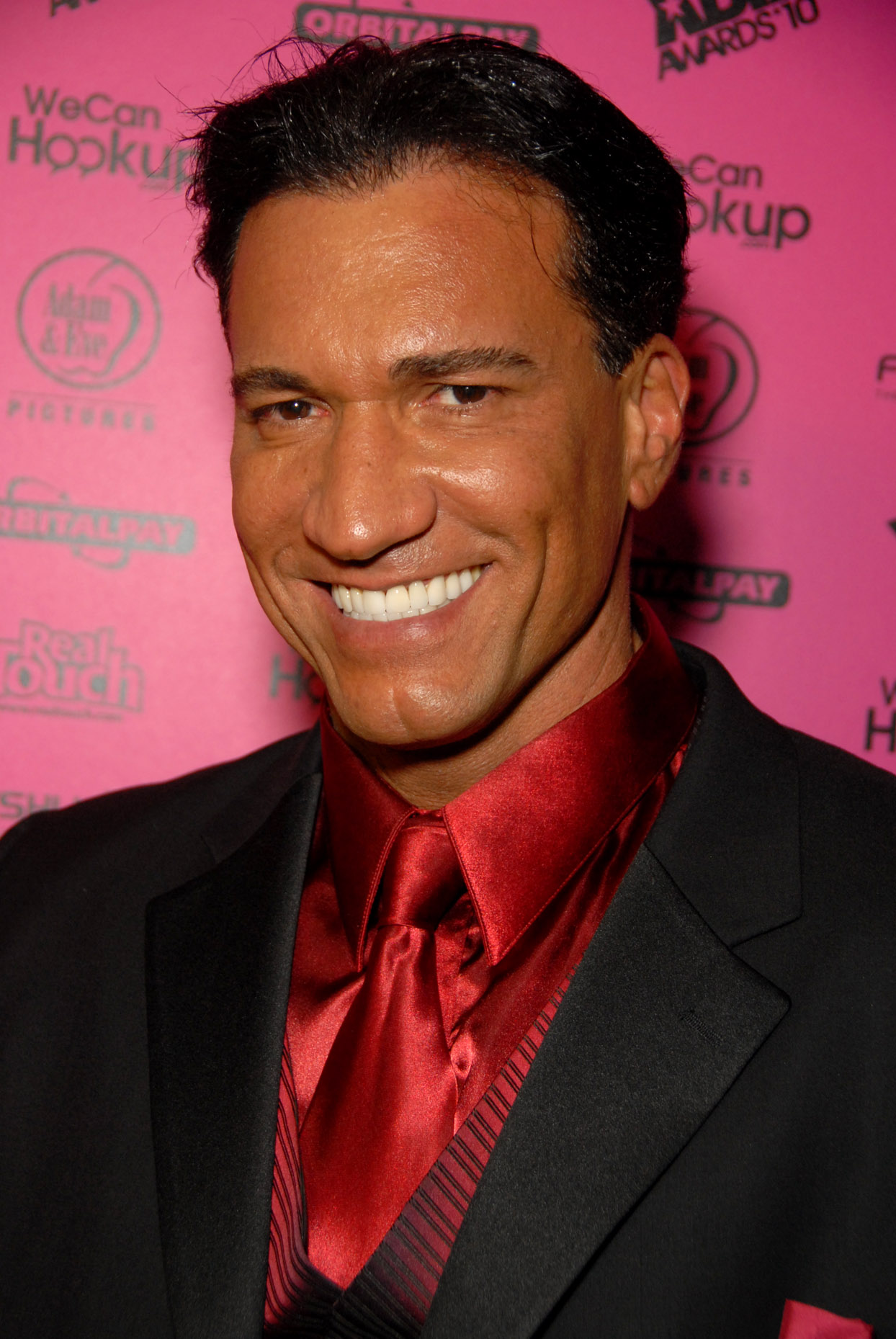
Marco Banderas nel 2010 agli XBIZ Award.

  - Candidatura al Male Best Performer of the Year[20]

- 2009 – XBIZ Award
  - Candidatura al Male Best Performer of the Year[21]

- 2010 – XBIZ Award
  - Candidatura al Male Best Performer of the Year[22]

- 2011 – XBIZ Award
  - Candidatura al Foreign Male Performer of the Year[23]

- 2013 – XBIZ Award
  - Candidatura al Best Actor – Feature Movie[24]
  - Candidatura al Best Scene – Feature Movie[24]

### Altri premi
- 2008 - Urban X Awards
  - Vincitore del Best Two-Way Sex Scene (con Marie Luv)[25]

- 2008 – XRCO Award
  - Candidatura all'Unsung Swordsman.[26]

- 2011 – Urban X Award
  - Candidatura al Best Anal Sex Scene (con Nyomi Banxxx)[27]